# Родригес, Ипполит
Жакоб Ипполит Родригес (фр. Hippolyte Rodrigues; 1812, Бордо — 1898, Версаль) — французский научный писатель, историк христианства; по основному роду деятельности был биржевым маклером.
Родился в семье банкира-еврея Исаака Родригеса Энрикеса; его сестра Леони стала скульптором, другая сестра, Эжени, — писательницей.
Родригес получил образование в Париже и в 1840 году стал маклером на Парижской фондовой бирже, сделав успешную карьеру и увеличив семейное состояние. В 1855 году вышел в отставку в звании почётного биржевого маклера. После этого, имея достаточно средств к существованию, жил в собственном замке Фромон, где занимался изучением ранней истории христианства, преимущественно критически рассматривая евангельские сюжеты. Написал ряд трудов по древнейшей истории христианства, некоторые из которых пользовались большой известностью и были переведены на английский и немецкий языки. Был членом Литературного и Музыкального обществ, а также основателем и руководителем Еврейского научно-литературного общества.
Похоронен на кладбище Пер-Лашез.
Главные работы: «Trois filles de la Bible» (1865), «Origines du sermon de la montagne» (1868), «La justice de Dieu» (1869), «Le roi des Juifs» (1870), «Saint-Pierre» (1872), «Histoire des premiers chrétiens» (1863), «Saint-Paul» (1875), «Saint-Jean».